# Nathalie Larsson
Nathalie Linda Larsson (* 25. Mai 1984 in Uppsala) ist eine schwedische Sportschützin. Sie startet in der Disziplin Skeet für den  Klub Lövstabruk JSK.

## Karriere
Nathalie Larsson wuchs in Uppland auf, wo sie erst 1999 mit dem Sportschießen begann. Doch bereits drei Jahre später vertrat sie ihr Heimatland zum ersten Mal bei einem internationalen Wettbewerb. Ihre erste nationale Meisterschaft im Skeet errang sie 2004; den Erfolg wiederholte sie 2006 und 2007.
2005 wurde die Rechtshänderin im Alter von 21 Jahren Europameisterin in Belgrad. Mit weiteren vorderen Platzierungen bei Weltcup-Wettbewerben etablierte sie sich in der Weltspitze. Im Juli 2008 wurde sie hinter der Slowakin Danka Barteková Zweite bei den Europameisterschaften in Nikosia. Ihr Debüt bei Olympischen Sommerspielen gab sie kurz darauf in Peking. Sie erreichte dort das Finale, verfehlte jedoch knapp das Stechen um die Medaillenplätze und wurde mit 92 getroffenen Scheiben Vierte. Ein Jahr darauf, 2009, wurde sie im kroatischen Osijek zum zweiten Mal Europameisterin. 
Nathalie Larsson ist passionierte Jägerin und versucht in Kooperation mit dem Schwedischen Jagdverband (Jägareförbundet), einem ihrer Sponsoren, Jugendliche für das Sportschießen zu begeistern.